# Fabienne Chauvière
Pour les articles homonymes, voir Chauvière.
Fabienne Chauvière est une journaliste et productrice française de radio et de télévision née le 11 juillet 1959 à Angers et morte à Malakoff le 11 février 2024,.

## Biographie

### Formation
Journaliste de formation, elle est spécialiste de l'agro-alimentaire, du spatial et de l’énergie.

### Télévision
Fabienne Chauvière commence sa carrière en 1981 comme journaliste au sein de l'édition de 19h de la chaîne de télévision publique FR3 Basse Normandie, puis dans le journal du soir de FR3 Poitou-Charentes entre 1982 et 1985.
Sur France 3, elle anime entre 1987 et 1995 l'émission hebdomadaire D'un soleil à l'autre consacrée à l'agriculture et à l'agronomie.

### Radio
Elle rejoint France Inter en 1992 où elle présente et produit plusieurs émissions.
Fabienne Chauvière co-anime avec Marie-Laure Veyret des émissions quotidiennes comme Vade Rétro (1992) ou encore Bouillon de dix heures (1993-1996), puis anime seule Sur un petit nuage en 1996-1997 . Elle anime également des tranches d'information le week-end (1999-2000) et en semaine (2006-2007). Elle présente également une émission documentaire consacrée à Georges Brassens, J'ai rendez-vous avec vous diffusée pendant l'été 2000, puis rediffusée en 2011 et 2016.
Au cours des années 2000, elle présente des émissions plus intimistes diffusées la nuit parmi lesquelles Contacts entre 2001 et 2004, puis Osmose entre 2004 et 2008.
Elle assure les remplacements de Mathieu Vidard  dans La Tête au carré entre 2007 et 2010.
Elle propose également la chronique Questions de choix sur Franceinfo radio de 2010 à 2018.
Elle anime et produit de 2008 à 2023 l'émission Les Savanturiers consacrée aux avancées scientifiques.
En 2021, elle produit une série de podcasts intitulée Le jour où consacrée à la parole de chercheurs qui fait l'objet d'un livre.
Elle meurt le 11 février 2024, des « suites d'une longue maladie ».
En son hommage, France Inter produit une émission spéciale le 17 février 2024 qui lui est consacrée. Cette émission est animée par Daniel Fiévet.
Durant l'été 2024, la chaine propose une rétrospective de son émission Les Savanturiers.

## Émissions produites et animées

### Sur France Inter
- Septembre-octobre 1992  : Vade Rétro (du lundi au vendredi 14h-15h)  co-animation avec Marie-Laure Veyret [18]
- 1992-1993 : Faut pas en faire une maladie co-animation avec Marie-Laure Veyret (le dimanche 14h-15h)[19]
- 1993-1994 : Bouillon de onze heures co-animation avec Marie-Laure Veyret  (du lundi au vendredi 11h-12h)[20]
- 1994-1996 : Bouillon de dix heures co-animation avec Marie-Laure Veyret  (du lundi au vendredi 10h-11h)
- Ete 1995 : Les 7 péchés de l'été co-animation avec Marie-Laure Veyret  (du lundi au vendredi 10h-11h)
- 1996-1997 : Sur un petit nuage (du lundi au vendredi 14h-15h)
- Etés 1997 et 1998 : Charly foxtrot (le samedi 16h-17h)
- 1997-1999 : Tous terrains (le samedi et le dimanche 22h-23h)
- Eté 1999 : Les petites ballades (le dimanche 23h-00h)
- 1999-2000 : Dimanche matin (le dimanche 5h-9h)
- Eté 2000 : J'ai rendez-vous avec vous (le dimanche 11h-12h)
- Mars 2001 : Dimanche matin (le dimanche 5h-9h) (remplacement)
- 2001-2004 : Contacts (le dimanche 2h-4h du matin, puis 1h-3h)
- Etés 2002 à 2010 : Tout s'explique (du lundi au vendredi 11h-12h) en alternance avec Denis Cheissoux
- Eté 2002 : Vues de l'espace (chronique du lundi au vendredi de 11h55 à 12h)
- Eté 2003 : 48-52 Nord (le dimanche de 16h à 17h)
- 2004-2008 : Osmose (le dimanche 1h-3h du matin)
- 2006-2007 : Le 6-7 (du lundi au vendredi 6h-7h)
- 2007-2010 : La tête au carré (joker) (du lundi au vendredi 14h-15h)
- 2010-2011 : Vivre avec les bêtes (le dimanche 16h-17h) co-animation avec Élisabeth de Fontenay[21]
- 2008-2023 : Les Savanturiers

### Sur France Info
- 2008-2010 : Bien choisir (chronique diffusée chaque samedi)[22]
- 2010-2018 : Questions de choix (chronique diffusée chaque dimanche)

## Ouvrages
- Fabienne Chauvière, Les grandes épopées de la science, Paris, éditions Flammarion/France Inter, 2018, 288 p. (ISBN 978-2-08-143359-5, EAN 9782081433595).
- Fabienne Chauvière, préface de Joël de Rosnay, Les promesses de la science : Ces nouvelles découvertes qui pourraient changer votre vie, Paris, éditions Flammarion/France Inter, 2019, 296 p. (ISBN 978-2-08-149372-8 et 2-08-149372-1, EAN 978-2081493728).
- Fabienne Chauvière, L'intelligence du vivant : Dix scientifiques racontent, Paris, éditions Flammarion/France Inter, 2021, 296 p. (ISBN 9782080244154, EAN 9782080244154).
- Fabienne Chauvière, préface de Olivier Houdé, Le jour où... : Le délic qui tout changé, Paris, éditions Flammarion, 2021, 256 p. (ISBN 2080245953, EAN 9782080245953).